# Luca Rossi
Luca Rossi (Turín, 15 de abril de 1977 (47 años) es un escritor italiano de ficción científica, investigación, ciencia y alta tecnología. Publicó Galactic Energies en 2013. Es uno de los jóvenes escritores que cree mucho en el poder de la tecnología y del alcance de las redes sociales, a ejemplo de Jacob Whaler.
Es autor de diversas obras en italiano, su idioma original, e inglés. 

## Obra
- Galactic Energies
- I Rami del Tiempo
- The Branches of Time
- Codice Killer (Emozione nella Nuvola)
- Le Forme dell'Amore (Energía della Galassia v. 2)
- Arcot e la Regina (Energía della Galassia v. 1)
- Carcere la Vita (Energía della Galassia v. 3)
- Il Regno di Turlis (Energía della Galassia v. 5)
- Rewing (Energía della Galassia v. 4)